# Symposia silvicola
Symposia silvicola är en spindelart som beskrevs av Simon 1898. Symposia silvicola ingår i släktet Symposia och familjen vattenspindlar.
Artens utbredningsområde är Venezuela. Inga underarter finns listade i Catalogue of Life.